# چارگوش‌ماهی وارونه
چارگوش‌ماهی وارونه (نام علمی: Amblyraja reversa) نام یک گونه از تیره چارگوش‌ماهی است.